# Soera De Bloedklomp
Soera De Bloedklomp is een soera van de Koran. De Arabische titel العلق (Al 'Alaq) wordt ook wel vertaald als Het Geronnen Bloed. Het is een woord uit de tweede aya (versregel), die vertelt dat de mens geschapen is uit een klonter bloed. Verder gaat de soera vooral in op de overmoedigheid van de mens.

## Bijzonderheden
Deze soera geldt in de islam als de eerste Openbaring van God aan Mohammed, via de engel Djibriel (Gabriel) en tijdens Laylat al-Qadr. Bij recitatie van aya 19 wordt de sudjud, de nederwerping, verricht. Deze soera wordt ook wel Al-Iqrā (إقرا: Reciteer) of Al-Qalam (القلم: De Pen) genoemd. De stam van het eerste woord van de soera, iqra (reciteer), heeft dezelfde wortel als quran (koran), het boek dat gereciteerd moet worden.